# Unité pédagogique d'architecture numéro 3
 (août 2012).
L'Unité pédagogique d'architecture no 3 de Paris est une école d’architecture fondée en 1969 dans les Petites Écuries du château de Versailles en France, par un groupe d’architectes et de créateurs en rupture avec le « Système des Beaux Arts ». Son premier directeur de 1969 à 1973 a été Jean-Pierre Biron. Elle est devenue l’École d’architecture de Versailles en 2005, puis École nationale supérieure d’architecture de Versailles.

## Fondation et objectifs
Au sortir des révoltes de 1968, l’enseignement de l’architecture a été réformé en France par la création des unités pédagogiques d’architecture en remplacement de l'ancienne École nationale supérieure des beaux-arts, avec l’ambition de proposer une alternative a ce qui a été largement décrit comme le « Système des Beaux Arts », très critiqué pour être trop basé sur la représentation, les honneurs (notamment les Grands Prix de Rome actifs jusqu'en 1968), et l'influence de l'État. Les unités pédagogiques avaient une large autonomie et portaient des projets fortement différenciés. Aux yeux de ses fondateurs, UP3 proposait une approche radicale. Cette école, au bouillonnement représentatif du contexte de l’époque, a fonctionné sous sa forme initiale de 1969 à 2005.

## Enseignement
Le corps enseignant rassemblait des forces convergentes et des personnalités fortes et diverses. Les élèves pouvaient être confrontés à de violentes remises en cause mais trouvaient dans ce vivier matière à se reconstruire entièrement.
On a pu citer notamment, à cette période : 
- René Duvillier, peintre surréaliste de la nouvelle École de Paris, exposé[7] dans les grands musées du monde, et qui a consacré ses dernières années d’activité à « refonder » plusieurs générations de jeunes créateurs. On citera également Benrath.
- Olivier Girard[8], architecte, ancien directeur de la revue AMC, époux et associe d’Édith Girard[9]
- Henri Gaudin, architecte célèbre[10], ancien capitaine au long cours et artiste authentique
- Patrick Germe[11], théoricien et architecte
- Jean Marie Floch[12], sémioticien d’Ipsos, professeur à l’École des hautes études en sciences sociales, et spécialiste de la sémiotique de l’espace
- Bernard Charrue, ingénieur
- Jean Charles Depaule[13], sociologue de la ville.
- Les différents ateliers des architectes Louis Arretche et Eugène Beaudouin[14].

Outre les sciences dures et les sciences humaines, on y enseignait la culture de l’innovation (l’art du projet était enseigné comme une discipline à part entière). UP3 avait également un fort ancrage américain avec l’Université de l'Illinois à Urbana-Champaign, liée à l’école de Chicago.